# Келлер, Николай Карлович
Никола́й Ка́рлович Ке́ллер (19 ноября 1872, Бессарабская область — 31 марта 1938) — русский офицер, полковник РИА, генерал-лейтенант Русской Армии. Участник Первой мировой войны и Гражданской войны в России. Эмигрант.

## Биография
Родился 19 ноября 1872 года в Бессарабской губернии. Православный, из дворян, сын коллежского асессора. Образование получил в Кишинёвской гимназии, го курса не окончил. На военную службу поступил 13 июля 1891 года. Окончил Одесское пехотное юнкерское училище по 2-му разряду. На 10 апреля 1894 года - подпрапорщик 55-го пех. Подольского полка.
Подпоручик (производство 10.04.1894; старшинство с 10.04.1894) с переводом в 38-й Тобольский пехотный полк. Переведён в Кишинёвский резервный батальон (ВП 30.09.1895). Поручик (производство 01.06.1898; старшинство с 10.04.1898; на вакансию). Штабс-капитан (производство 01.06.1902; старшинство с 10.04.1902; за выслугу лет). Переведён в 53-й Волынский пехотный полк (ВП 17.07.1910). Капитан (производство 31.10.1911; старшинство с 10.04.1906; за выслугу лет) с переводом в 14-й стрелковый полк (ВП 31.10.1911). На 1 ноября 1913 года — в том же чине в 14-м стрелковом полку.
Участник Первой мировой войны. На 28 сентября 1914 года — в командировке в 13-м стрелковом полку. Ранен 2 декабря 1914 года под Ясло. Подполковник (производство 05.04.1915; старшинство с 05.10.1914; за отличия в делах) 14-го стрелкового полка. Полковник (производство 09.03.1916; старшинство с 19.07.1915; на основании приказа по военному ведомству 1915 года № 563, статья 1 и 9). На 1 августа 1916 года — в том же чине и полку. Командир 48-го запасного пехотного полка с 19 сентября 1916 года.
Служил в Белой армии, генерал-лейтенант (1919). В Русской Армии Врангеля — командир 6-й пехотной дивизии в Русской армии Врангеля с 14.10 до 11.1920, начальник Дроздовской пехотной дивизии. В эмиграции во Франции. Был выкраден в Париже агентами НКВД, вывезен в СССР и расстрелян 31 марта 1938 года. На русском кладбище Сент-Женевьев-де-Буа под Парижем имеется его символическое захоронение (кенотаф).

## Награды
- орден Святого Станислава 3-й степени (1910);
- орден Святой Анны 3-й степени (ВП 03.02.1914);
- орден Святой Анны 2-й степени с мечами (ВП 11.02.1915);
- орден Святого Станислава 2-й степени с мечами (ВП 11.02.1915);
- орден Святого Владимира 4-й степени с мечами и бантом (ВП 02.08.1915);
- Георгиевское оружие (ВП 21.08.1916);
- орден Святого Владимира 3-й степени с мечами (ВП 21.11.1916).